# Куусалу (посёлок)
Ку́усалу (эст. Kuusalu) — посёлок в волости Куусалу уезда Харьюмаа, Эстония. Административный центр волости Куусалу.

## География и описание
Расположен в 39 километрах к востоку от Таллина на шоссе Таллин—Нарва. Высота над уровнем моря — 42 метра.
Климат умеренный. Официальный язык — эстонский. Почтовые индексы — 74601, 74609.

## Население
По данным переписи населения 2021 года, в Куусалу проживали 1176 человек, из них 1123 (96,0 %) — эстонцы.
Численность населения посёлка Куусалу по данным переписей населения:
| Год  | 1959 | 1970   | 1979   | 1989   | 2000   | 2011   | 2021   |
| ---- | ---- | ------ | ------ | ------ | ------ | ------ | ------ |
| Чел. | 488* | ↗ 914* | ↗ 1220 | ↗ 1388 | ↘ 1254 | ↘ 1196 | ↘ 1176 |

* Деревня Куусалу и посёлок Куусалу вместе.

## История
Населённый пункт впервые упомянут в 1212 году. Также он упомянут в Датской поземельной книге 1241 года.
Посёлок в этом месте стал формироваться в XIX веке вокруг Куусалуской церкви, в 1920 годах, во время земельной реформы, расширялся на церковные земли и значительно разросся в 1950—1970-х годах. По мнению П. Йохансена, Куусалуская церковь была построена уже в 1220 году, в конце XVII века ей принадлежали три хутора. В 1920-х годах из бывших церковных хуторов сформировалась деревня Куусалу, которая в 1977 году была объединена с посёлком Куусалу.

## Достопримечательности
Куусалуская церковь Святого Лаврентия — одна из старейших каменных церквей Северной Эстонии, . Первоначальная церковь, предположительно, была возведена в конце XIII столетия под руководством цистерцианцев монастыря Gotlandi Roma, у которых недалеко от церкви, в Колга, находился укреплённый административный центр с большими земельными наделами. Согласно цистерцианским традициям, церковь была возведена в низменности у родника, а не на возвышенности у дороги. Последний период строительства церкви относится к 1889—1890 годам.

## Происхождение топонима
Согласно Х. Р. Паукеру, название посёлка происходит от названия церкви, основанной монастырем Гудсвалль. А. Сааресте также  видит в названии Куусалу скандинавское заимствование из названия Gudsval. П. Йохансен считает, что топоним Куусалу мог обозначать шесть источников на болоте около церкви (′kuus′ с эст. — «шесть»). П. Визельгрен, П. Аристе и Л. Кеттунен считают естественным толкование Кууссалу от слова ′kuusk′ —  «ель».